# Darvas-Kozma József
Darvas-Kozma József (Csíkszentsimon, 1950. július 25. –) pápai káplán, címzetes esperes, plébános.

## Életpályája
A középiskolát és a teológiát Gyulafehérváron végezte el. 1971–1977 között teológiai tanulmányokat folytatott a Hittudományi Főiskolán. 1977. június 19-én szentelte pappá Gyulafehérváron Jakab Antal püspök. 
1977–1980 között Gyergyószentmiklóson szolgált. 1980–1981 között a csíkszeredai I. Szent Kereszt Plébánia káplánja volt. 1981–2000 között Nyárádtőn plébános volt. 
1990–1998 között a gyulafehérvári Római Katolikus Hittudományi Főiskolán a marosvásárhelyi hittanárképző fakultásán oktatott. 2000-től a csíkszeredai Szent Kereszt Főplébánia plébánosa. 2001 óta tiszteletbeli esperes. 2004 óta az Egyházközösségi Apostol hetilap főszerkesztője és kiadója. 2008-ban felújíttatta a Szent Kereszt-templomot. 2010 óta a Krisztus világa című katolikus folyóirat főszerkesztője és kiadója. 
2013-ban doktorált katolikus teológiából. 2016-ban Csíkszeredán az I. és II. világháború hősi halottainak emlékművet állíttatott.

## Művei
- Millenniumi templom (Csíkszereda, 2003)
- A Szentlélek szentsége (Csíkszereda, 2004)
- Gyermekhangra (Csíkszereda, 2005)
- Szórványpasztoráció (Csíkszereda, 2006)
- A csíksomlyói pünkösdi búcsú története (2011)